# Bitwa o Cassingę
Bitwa o Cassingę – starcie zbrojne, które miało miejsce w roku 1978 w trakcie interwencji wojsk południowoafrykańskich w Angoli, podczas trwającej tam od 1975 roku wojny granicznej. Bitwa, w której po stronie partyzantów SWAPO stanęli żołnierze garnizonu kubańskiego, zakończyła się zwycięstwem wojsk RPA.

## Przebieg bitwy
Dnia 4 maja 1978 r. miała miejsce operacja wojskowa żołnierzy południowoafrykańskich na obóz w Cassindze. Wczesnym rankiem, samolotami transportowymi oraz śmigłowcami Puma, przerzucono spadochroniarzy w wyznaczone cele. Ochronę maszyn transportowych prowadziły myśliwce Mirage III. Przeciwnik dysponował w Cassindze siłami 2500 partyzantów SWAPO (głównie z Namibii) oraz batalionem kubańskim liczącym 400 ludzi wyposażonych w pięć czołgów T-34, 17 transporterów BTR-152, 7 ciężarówek, 4 armaty przeciwlotnicze i 2 wielkokalibrowe karabiny maszynowe ZPU-4.
Około godziny 8, bombowce Canberry zrzuciły 1200 bomb odłamkowych, powodując masakrę w obozie. Setki osób zginęły, wiele było rannych. Po ostrzale samoloty transportowe zrzuciły spadochroniarzy w rejonie rzeki Cubango przepływającej przez Cassingę. Krótko później plutony strzelców spadochronowych zaatakowały obozowisko namiotowe sił SWAPO, zabijając w akcji 54 obrońców i odcinając drogę odwrotu pozostałym bojownikom. Po otrząśnięciu się z zaskoczenia, partyzanci podciągnęli w rejon walk działa bezodrzutowe B-10 oraz wielkokalibrowe poczwórnie sprzężone karabiny maszynowe ZPU-4, których ostrzał powstrzymał na krótko atak spadochroniarzy. Około godziny 12 przy stracie 2 ludzi, Afrykanerzy zajęli większość punktów ogniowych przeciwnika, eliminując 100 bojowników.
Na wieść o zaciętych walkach, z pomocą obrońcom Cassingi wyruszył kubański pododdział z Techamutete. W jej skład weszło 5 czołgów T-34, 15 transporterów opancerzonych BRT-152 oraz kilka mniejszych pojazdów. Kolumna ta została wkrótce zaatakowana przez bombowiec Buccaner, który zniszczył 3 transportery. Pozostałe pojazdy stały się celem ataku 22 żołnierzy z plutonu przeciwpancernego, uzbrojonych w granatniki RPG-7. Grupa ta zniszczyła jeden czołg i 4 transportery opancerzone. Około godziny 14 Kubańczycy podjęli kolejną nieudaną próbę przedarcia się do Cassingi. Lotnictwo południowoafrykańskie zniszczyło 10 transporterów i ciężarówek, dwa czołgi i kilka innych pojazdów. W rezultacie kubański batalion z Techamutete został całkowicie rozbity, tracąc wszystkie pojazdy i ok. 160 zabitych. Łączne straty Afrykanerów wyniosły 3 zabitych, 11 rannych i 1 zaginionego. Kubańczycy utracili 160 zabitych i 63 rannych, straty SWAPO wyniosły 30 procent sił wojskowych.
Równocześnie z toczonymi walkami o Cassingę, Afrykanerzy przeprowadzili atak na obóz w Chetequera, gdzie zniszczono składy amunicji i magazyny. Obóz zdobyto ok. godziny 15:30 przy stracie 2 zabitych i 10 rannych. Straty bojowników SWAPO wyniosły 248 zabitych i 200 jeńców.